# Espoir sportif de Hammam Sousse (handball)
L'Espoir sportif de Hammam Sousse est un club tunisien de handball qui a vu le jour en 1954.